# Stricticollis transversalis
Stricticollis transversalis is een keversoort uit de familie snoerhalskevers (Anthicidae). De wetenschappelijke naam van de soort is voor het eerst geldig gepubliceerd in 1833 door Villa & Villa.